# Portada/article agost 9

## Immunologia
La immunologia és l'estudi de les bases biològiques i bioquímiques dels mecanismes de defensa del cos contra patògens, com ara bacteris, virus i fongs, o altres substàncies alienes, com ara toxines i verins. És una subdisciplina de les ciències de la salut. La immunologia també estudia els desajustaments i les disfuncions d'aquests mecanismes de defensa. L'objecte d'estudi de la immunologia és el sistema immunitari, un sistema de processos cel·lulars i moleculars que s'encarreguen de reconèixer i eliminar els patògens i les substàncies alienes. En conjunt, aquests processos formen la resposta immunitària. A causa del paper central que juga el sistema immunitari humà en una gran varietat de malalties, la immunologia té una gran importància en medicina a l'hora de comprendre, prevenir, diagnosticar i tractar les malalties.